# Дурак (карточная игра)
«Дурак» — карточная игра, в которую играют от 2 человек. Цель игры — по ходу игры скинуть все карты и выйти из игры, последний оставшийся с картами на руках становится проигравшим, «дураком». В начале игры показывают первую карту с козырем. Игра получила большое распространение в России и странах бывшего СССР.
Обычно используется колода из 36 карт.
Первый отбой идёт 5 карт, последующий максимум 6.

## Цель игры
В игре используется колода из 24 (сокращённая колода), 36, 52, 54 (с джокерами) карт. Участвуют от двух до шести игроков; в случае игры колодой в 52 и 54 карты могут играть и до 8 игроков.
- Старшинство карт в колоде из 24 карт (от меньшего достоинства к большему): 9, 10, В (Валет), Д (Дама), К (Король), Т (Туз).
- Старшинство карт в колоде из 36 карт (от меньшего достоинства к большему): 6, 7, 8, 9, 10, В, Д, К, Т.
- Старшинство карт в колоде из 52 и 54 карт: 2, 3, 4, 5, 6, 7, 8, 9, 10, В, Д, К, Т[1] (в случае с 54 картами так же используются 2 джокера).

Старшинство мастей для игры в дурака не определено. Каждому раздаётся по 7 карт (для колоды из 36 карт — 6 карт), следующая (или последняя, возможно и любая из колоды) карта открывается (вытаскивается из колоды и переворачивается лицевой стороной вверх) и её масть устанавливает козырь для данной игры, и остальная колода кладётся сверху так, чтобы козырная карта была всем видна. Козырный туз в игре не отбивается (не покрывается). Цель игры — избавиться от всех карт. Последний игрок, не избавившийся от карт, остаётся в «дураках». Партия в дурака называется «кон». Отбитые карты идут в «отбой» («биту») и складываются на столе рубашкой вверх.

## Правила

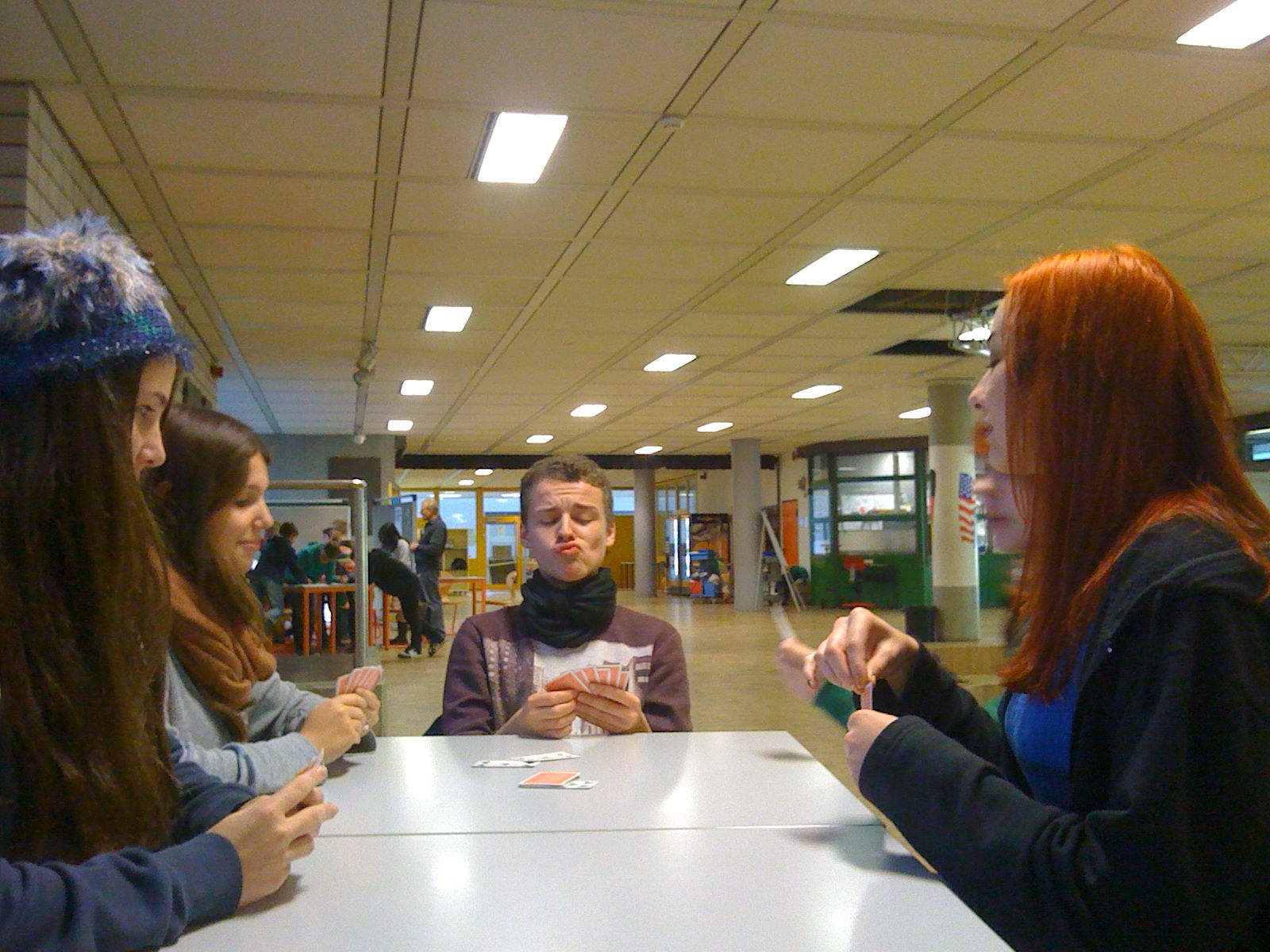
Игра в дурака

### Подготовка к игре
До начала игры игроки должны определиться, какой тип игры им больше всего интересен. Это может быть подкидной дурак, переводной дурак или другая, менее распространённая разновидность, например: «дорожный», «японский», «круговой». Количество участников игры может варьироваться от двух до восьми человек, в зависимости от используемой карточной колоды.
Цель игры сводится к тому, чтобы избавиться от всех карт. Игрок, которому это не удастся сделать, признается «дураком» (проигравшим). Перед началом кона карты необходимо перетасовать (перемешать). Затем каждому игроку раздаётся вверх рубашками по одной или по две карты, начиная с игрока слева от сдающего, по часовой стрелке и так до тех пор, пока у каждого игрока не окажется по 6 карт (или 7 карт для колоды в 54/52 карты). Игроки скрывают свои карты от других игроков, однако, общее количество карт, имеющихся у игрока на руках, вскрывается по желанию. Оставшаяся колода кладётся на стол рубашкой вверх, а одна карта из-под низа колоды переворачивается рубашкой вниз и подкладывается под оставшуюся колоду. Масть этой карты будет козырной мастью в этом кону, то есть будет бить все другие масти. Эта карта участвует в игре, как последняя карта в колоде, на тех же основаниях, что и остальные карты. После пересдачи допускается повторение козырной карты. Во время повторной раздачи масть козыря может повторяться сколько угодно. В случае, если вся колода сразу будет роздана участникам игры, то козырем признаётся последняя карта в колоде. Если произошла замена между игроками, или один или несколько игроков пришли в игру или ушли из неё, то игра начинается с начала. Если игрок отпустил карту, то считается, что он сходил. Если у одного из игроков после раздачи пять или шесть карт из шести оказались одной масти (не цвета), то он может потребовать пересдачу всех карт.

### Три Карты «7»
Если игрок выбрасывает три карты «7» то человек может их взять и использовать любую комбинацию карт: например туз пики и дама черви
Другие варианты начала игры: заходит (делает первый ход) сосед слева от проигравшего, что определяется устойчивым выражением «из-под дурака». Возможно, по договорённости между игроками, начинать следующую игру «на дурака», то есть в этом случае первым ходит игрок, сидящий по правую сторону от проигравшего человека.
В ходе игры заходящий игрок кладёт на стол любую из имеющихся у него карту, либо (по своему желанию и при наличии) несколько карт одинакового достоинства, а отбивающийся игрок (игрок, под которого сделан заход) должен либо побить её, либо взять. Чтобы побить (синоним — покрыть) карту, нужно из имеющихся на руках карт положить на неё старшую карту той же масти, либо козыря, если битая карта — не козырь. Если битая карта — козырь, то побить её можно только старшим козырем. После того, как игрок взял карты со стола, если ему их не побить, то подкидывать другим игрокам нельзя. После того, если у игрока остаётся одна карта и если ему кинули 2 карты, он может побить и выиграть, а оставшаяся карта уходит обратно.

### Разновидности

#### Подкидной дурак
В случае игры в подкидного дурака заходящий игрок, либо кто-то из поддающих может положить (подкинуть, подбросить) ещё одну или несколько карт любой масти, достоинство которых совпадает с достоинством любой из карт, уже участвовавших в данном заходе. Также игроки могут переговариваться (давать советы) во время игры. Обычно в роли поддающих могут выступать любые игроки, кроме отбивающегося, покрыл все карты, а у другого игрока есть карты которые он мог бы подкинуть другому игроку, этот игрок выбрасывает свои карты в отбой вместе с остальными побитыми картами в этом раунде.
Если остаётся два человека, и у них равное количество карт на руках, то ничьи не будет. Побеждает тот игрок, который первым сбросит все карты с рук. Если в колоде остаётся мало карт (1—5), то игрок, который забирает карты из колоды, берёт их до тех пор, пока у него не будет 6 карт на руке или карты в колоде не закончатся. В то же время, если колода заканчивается, а другому игроку не хватает карт, то они продолжают игру, даже если у игрока, который не брал карт, их не останется.
Если игрок побил все карты (отбился), то все карты(максимум 6), участвовавшие в этом заходе, переворачиваются и складываются в отдельную кучу — «отбой» или «бита», которая больше не участвует в игре и подглядывать в которую до конца кона нельзя. Пока карты на столе не биты или игрок не взял их себе, брать новые карты из колоды нельзя (Кроме случая когда карты из колоды не были добраны до 6 по забывчивости). После того, как сыгран заход, игроки по очереди добирают из оставшейся колоды карты до шести, при условии если у них на руках меньше шести карт. Первым берёт недостающее количество карт (до шести) заходящий игрок, затем карты берут поддающие игроки, начиная с игрока, сидящего слева от отбивающегося и т. д. по часовой стрелке. Последним карты берёт отбивавшийся игрок, если остались карты. В переводном дураке, если заходящий являлся отбивающим, он берет карты последним. В случае, когда у игроков остается равное количество карт на руках, то в конце кона берётся одинаковое количество карт на участников.
После того, как в колоде не осталось карт, игра продолжается оставшимися на руках картами по тем же правилам (за исключением добора карт из колоды) до тех пор, пока все игроки, кроме, быть может, одного, не израсходуют все свои карты. Этот оставшийся с картами игрок считается проигравшим (дураком). Возможны также варианты игры с распределением мест по времени выбытия из игры (игрок, первым, избавившийся от своих карт, считается победителем, вторым — занявшим второе место и т. д.).

#### Переводной дурак
При игре в переводного дурака правила те же, однако отбивающийся игрок может не только покрыть карты, но и (до начала своего отбоя) перевести ход на сидящего слева игрока с помощью карты того же достоинства, которой был сделан ход. В этом случае следующий игрок становится отбивающим и должен побить обе карты — ту, которой сходил заходящий, и ту, которой перевёлся переводящий игрок; новый отбивающийся может, в свою очередь, перевести карты игроку слева от него картой того же достоинства, и т. д. Если игрок, под которого перевели карты (одну или более) кроется, то он ходит следующим, если он покрыл все карты. Когда в игре участвует менее четырёх игроков, складываются ситуации, когда заходящему игроку в результате последовательных переводов приходится отбиваться.

#### Использование джокеров
Если в колоде есть джокер, то джокер (по договорённости игроков) либо бьёт любую карту, включая козырный туз, либо красный джокер бьёт только красные масти, а чёрный — чёрные, либо козырный джокер (цвет совпадает с цветом козырной масти) бьёт все карты, включая козырного туза а некозырный только карты своей масти. Если при раздаче джокер оказывается козырем — игра идёт без козырей. Бьёт по 2 карты.

#### Дурак с погонами
Ситуация, когда последними картами, которыми ходит выигравший, является одна или несколько шестёрок (среди которых нет козырной). Эти шестёрки кладутся на плечи дураку, и тогда последний называется «дураком с погонами». В следующей игре, по возможности, продолжают «вешаться» семёрки, восьмёрки и т. д. Такой проигрыш считается более позорным, чем обыкновенный. При игре на пару, погоны кладутся на плечи проигравшей паре. Это касается и того случая, когда остаётся один игрок против двух.
В случае игры втроём, каждый играет сам за себя. В этом случае, игрок может повесить погоны двоим игрокам-оппонентам одновременно и наградить их званиями (сержант и т. д. по возрастанию), игра на этом не заканчивается, уже проигравшие игроки доигрывают партию, пока не останется один из игроков, который скинул все карты. Возможен вариант, что оставшиеся два игрока тоже имеют погоны, в этом случае игрок, повесивший погон остаётся сержантом, игрок, которому повесили, повышается в звании до старшины (в таком исходе событий, первый вышедший и второй вышедший игроки могут вешать одинаковые погоны, независимо от номинала). Если у игрока остаётся одна карта, а другого больше 1, то независимо от мастей, при битьё карты у которого 1 карта, то он остаётся победителем.

#### Дурак московский
Любой игрок после набора недостающих карт из колоды или, чаще, после взятия неотбитых карт им имеет право сбросить в отбой 4 карты одного номинала или 6 карт одной масти.

#### Длинный дурак
Игра для четырёх игроков. Перед началом игры из колоды извлекаются все шестёрки и случайным образом распределяются между игроками. Каждый игрок кладёт свою карту перед собой лицом вверх. Масть этой карты определяет свой козырь для каждого из игроков и в игре не участвует. Игрок, которому досталась пиковая шестёрка, делает первый ход. В дальнейшем, как правило, ходят из-под дурака. Подкидывают строго по очереди по часовой стрелке. Последний оставшийся с картами на руках становится проигравшим и выкладывает следующую младшую козырную карту из колоды перед собой (семёрка, восьмёрка и так до туза). Как только была выложена десятка, то этот игрок получает 5 карт при раздаче, валет — 4, дама — 3, король — 2, и туз — одну карту. Подкидывать карты при отбое этому игроку можно только до указанного количества. В том случае, когда карт этой масти в колоде уже нет, то есть туз уже выложен и игрок играет одной картой без козырей, то, если это игрок проигрывает эту раздачу, он выбывает из игры, и в дальнейшем игра идёт уже без него, до тех пор, пока не останется только один победитель.

## История игры
Игра в дурака появилась в XVIII веке в России («игра в дурачки» упоминается в известном руководстве по карточным играм «Расчётистый карточный игрок» 1790-х годов). Поначалу игра была популярна только у народно-крестьянской части населения. Высший свет больше предпочитал такие игры, как «Ломбер» (XVIII век), «Бостон» (начало XIX века), «Преферанс» (весь XIX век), «Винт» (конец XIX-начало XX веков). Однако уже в XX веке в бывших республиках СССР игра по популярности стала самой популярной, обойдя «Преферанс» и «Расписной покер».
Нет особенной причины такого названия игры. В то время «дурак» был одним из самых распространённых ругательств в стране. В этом и заключался весь интерес игры — оставить в «дураках». Первоначально игра велась по довольно упрощённым правилам («простой дурак»). Однако позже появились также «подкидной» и «переводной» дураки. Это только увеличило популярность «дурака». Также появилась и особая разновидность игры, где пики бьются только пиками, а козыри всегда бубны («пики пиками», «вини винями», японский). А дальше появилось ещё около 80 разновидностей, в частности «круглый дурак»; в этой игре верхняя карта на столе бьётся следующим игроком по очереди или же берётся нижняя карта со стола. Далеко не у всех разновидностей можно назвать хотя бы дату создания, не говоря о названиях.

## Терминология
- Кон — партия в «Дурака».
- Козырь (козырная масть) — масть, обладающая особой силой, стоящая над другими.
- Отбой, бито, крыто — 1) ситуация, когда игрок, на которого ходили, покрыл карты, которыми на него «ходили»; 2) положенные и покрывающие карты при такой ситуации; 3) все отыгранные карты к текущему моменту; 4) завершение хода, все карты, участвовавшие во время хода складываются отдельно, рубашкой вверх.
- Грести, брать — ситуация, когда отбивающийся игрок не может отбить карты, которыми на него ходят, в таком случае он берёт карты к себе на руку, и ход завершается.
- Патронташ — ход тремя восьмёрками, аналогия с охотничьим патронташем, имеющим три отделения каждое для восьми патронов.
- Розыгрыш, ничья (ситуация «карт дурак») — ситуация, когда при завершении партии карт в колоде не осталось и все карты биты. Нет ни победителей, ни проигравших.
- Старшая карта — карта одной масти, высшей по статусу над другой картой той же масти.

## Игра в культуре

### Литературные произведения и фильмы
- Игра упоминается в романе А. С. Пушкина «Евгений Онегин»:

И старый барин здесь живал;

Со мной, бывало, в воскресенье,

Здесь под окном, надев очки,

Играть изволил в дурачки.
— Евгений Онегин, 7, XVIII.
- Игра упоминается в повести Н. В. Гоголя «Пропавшая грамота», в сказке С. Я. Маршака «Кошкин дом».
- В фильме Георгия Данелии «Орёл и решка» во время болезни главного героя Олега Чагина (Кирилл Пирогов) он играет с Зинаидой Прищепкиной (Полина Кутепова) в дурака, внеся при этом некоторые свои правила старшинства карт, которые были оспорены Зинаидой вместе с соседом за стенкой.
- В книге «Сестра моя Каисса» чемпион мира по шахматам (1975-1985) Анатолий Карпов так отзывается об игре: «Должен сказать, что это очень сложная и умная игра — при условии, что сражаются один на один. Два на два либо три на три по сравнению с ней — просто развлечение, шлёпанье картами. У меня есть своя концепция этой игры…»[4]

### Пародии
- В КВН команда БГУ в 1999 году на финальной игре Высшей лиги показала миниатюру с обзором чемпионата мира по игре в дурака среди профессионалов между Иваном-Дураком и John-Fool.[5]
- Пародии на карточную игру «Дурак» также были в передачах «Большая разница», «Мульт личности», «Yesterday Live», «Comedy Club», «Однажды в России», «Студия СОЮЗ», «6 кадров», «Прожекторперисхилтон» и в многих других пародийных телепередачах.